# لئو ساکا
لئو ساکا (انگلیسی: Leo Saca؛ زادهٔ ۶ ژانویهٔ ۲۰۰۷) بازیکن فوتبال اهل مولداوی است که در حال حاضر برای بارسلونا اتلتیک در پست مدافع بازی می‌کند.
وی همچنین در تیم‌های ملی فوتبال زیر ۱۵ سال رومانی و زیر ۲۱ سال مولداوی بازی کرده است.